# Belisana gedeh
Belisana gedeh es una especie de arañas araneomorfas de la familia Pholcidae. El nombre de la especie es un sustantivo en aposición, tomado de la localidad tipo.

## Morfología
Tipo. Holotipo macho de Cibodas, Parque Nacional Gedeh [~5°55’S, 106°03’E?], Java, Indonesia; 1500–1600 m s. n. m., noviembre de 1986 (S. Djojosudharmo), en el RMNH.
Especie diminuta, de patas cortas, con opistosoma globular; se distingue de congéneres similares por la forma del procursus, la apófisis bulbar larga y las apófisis quelicerales ampliamente separadas.
Macho (holotipo). Longitud total 1,3 mm (1,4 mm con clípeo), ancho del caparazón 0,53 mm. Pata 1: 7,46 mm (1,83 + 0,20 + 2,03 + 2,43 + 0,97), tibia 2: 1,17 mm, tibia 3: 0,83 mm, tibia 4: 1,50 mm; relación largo/diámetro de la tibia 1: 33. Hábito similar al de B. leumas (cf. Fig. 35, 36). Prosoma y patas de color ocre-amarillo pálido; opistosoma gris pálido. Área ocular apenas elevada, surco torácico ausente; distancia PME–PME: 45 μm; diámetro de las PME: 60 μm; distancia PME–ALE: 20 μm. Clípeo sin modificaciones. Esternón ligeramente más ancho que largo (0,42/0,36 mm). Quelíceros con puntas de las apófisis separadas 305 μm. Palpos, trocánter con apófisis retrolateral, fémur con joroba dorsal poco marcada, procursus complejo en su extremo distal, bulbo con apófisis larga y curvada y émbolo membranoso. Órgano tarsal capsulado. Tricobotrio retrolateral de la tibia 1 al 27%; patas sin espinas, pelos curvados ni pelos verticales; tarso 1 con más de 15 pseudosegmentos, claramente visibles distalmente. Gonoporo y hileras.
Hembra. En general similar al macho; tibia 1 en 17 hembras: 1,70–1,90 mm (media: 1,79 mm). Epiginio simple externamente (Figs. 354, 355), de color marrón claro, fuertemente sobresaliente en algunas hembras; bolsillos separados 235 μm; vista dorsal como en la Fig. 344. Hileras y órgano tarsal palpal como en las Figs. 357 y 359.

## Distribución geográfica
Es endémica en dos localidades del oeste de Java.